# Chanson de Jérusalem
La Chanson de Jérusalem o Conquête de Jérusalem è una chanson de geste di XII secolo riguardante l'assedio di Gerusalemme del 1099 compiuto dai crociati cristiani durante la prima crociata. Questa chanson fa parte del primo ciclo della crociata.
Sarebbe stata composta tra il 1177 e il 1181 da Graindor de Douai. Ci è stata tramandata solamente in manoscritti ciclici insieme alla Chanson d'Antioche e Les Chétifs, con cui compone il nucleo del primo ciclo della crociata. Nella seconda metà del XIII secolo furono composte le cosiddette Continuations della Chanson de Jérusalem, che trattano gli avvenimenti seguenti alle vicende narrate nella Jérusalem, a cui si aggiunse il secondo ciclo della crociata intorno al 1300, che arrivò a toccare la caduta di Gerusalemme ad opera del Saladino in un poema ormai perduto.

## Edizioni
- Célestin Hippeau, La conquête de Jérusalem. Parigi: Aubry, 1868 Testo su archive.org
- Nigel R. Thorp, ed., The Old French Crusade Cycle, vol. 6: La chanson de Jérusalem. University, Alabama: University of Alabama Press, 1992